# Wiphala

Wiphala van Collasuyu

De wiphala is een vierkant embleem, vaak gebruikt als een vlag, die de indianen van de centrale Andes en het Boliviaanse Amazoneregenwoud als symbool gebruiken. Het bestaat uit zeven bij zeven vierkanten in zeven kleuren, waarbij elk vak de kleur heeft van het vlak dat er linksboven of rechtsonder ligt. De kleur van de langste diagonale lijn (zeven vierkanten) bepaalt welke van de vier suyu's (regio's) de vlag symboliseert: wit voor Collasuyu, geel voor Kuntisuyu, rood voor Cinchaysuyu en groen voor Antisuyu. Er is ook een alternatief patroon voor de wiphala van Antinsuyu. Ook de rebellenbeweging van Túpac Katari had een eigen wiphala.
De betekenis van de kleuren is als volgt:
- rood: aarde en de mensen uit de Andes
- oranje: gemeenschap en cultuur
- geel: energie
- wit: tijd
- groen: natuurlijke hulpbronnen
- blauw: de hemel
- paars: het bestuur van de Andes en zelfbeschikking

De Boliviaanse president Evo Morales stelde voor om elementen van de wiphala op te nemen in de vlag van Bolivia.

## Wiphala per suyu

Kuntisuyu
Antisuyu
Chinchaysuyu
Túpac Katari